# Ferdinand Huber
Ferdinand Fürchtegott Huber, född 31 oktober 1791 i Sankt Gallen, död där 9 januari 1863, var en schweizisk tonsättare.
Huber knöt, som musikstuderande i Stuttgart, en närmare bekantskap med bland andra Conradin Kreutzer, Johann Nepomuk Hummel och Johann Rudolf Zumsteeg. Av Carl Maria von Weber uppmuntrad att främst ägna sig åt komposition av folkvisor, utgav han flera sådana, som vann stor uppmärksamhet. Sin tjänst som professor i musik vid katolska lärarseminariet i Sankt Gallen, nedlade han 1855 och sysselsatte sig därefter med privata lektioner och musikkomposition.